# Cícero João de Cézare
Cícero João de Cézare (conegut mundialment com a Cicinho) és un exfutbolista brasiler que jugava de lateral dret

## Biografia

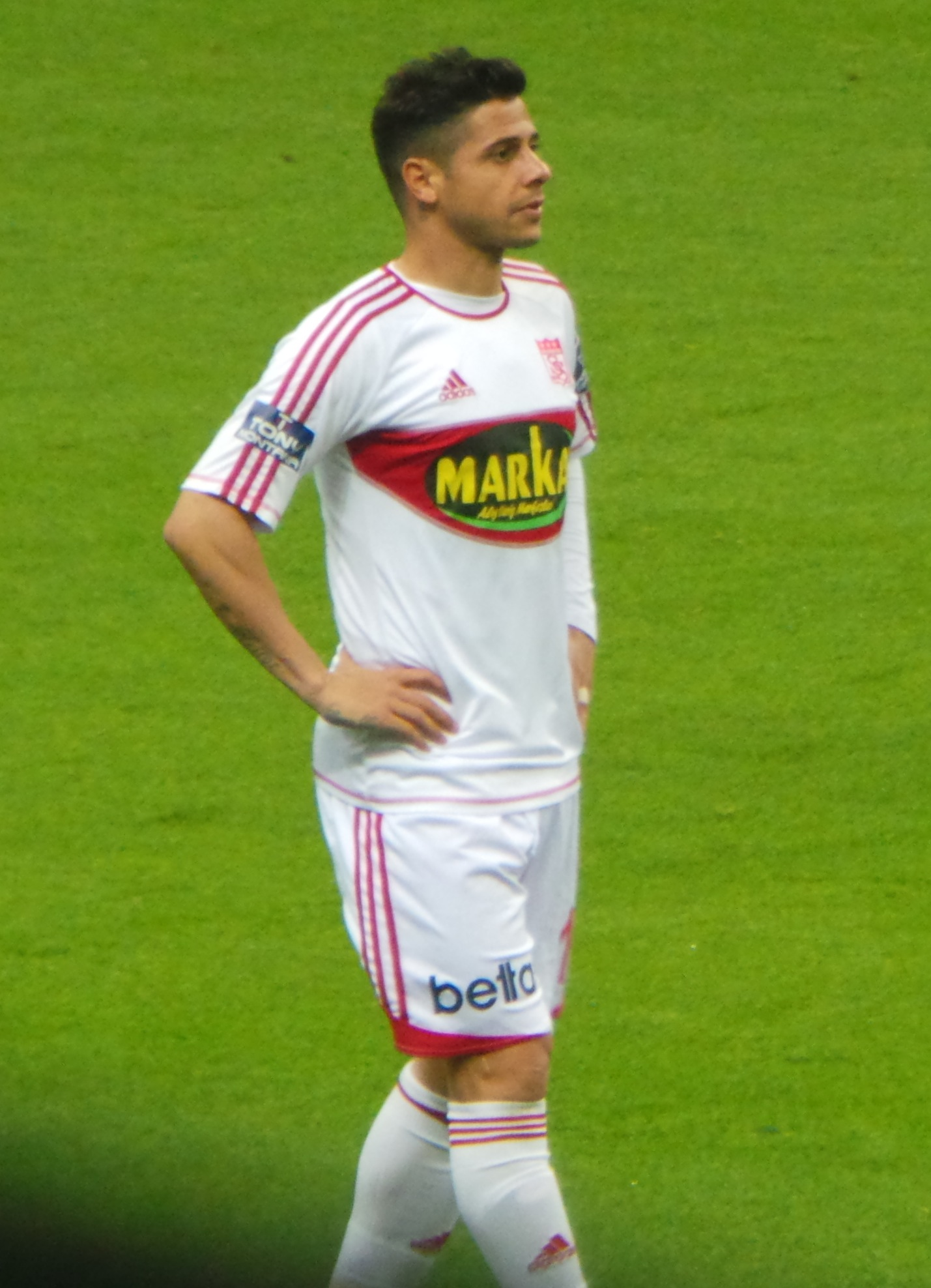
Cicinho al Sivasspor el 2013.

En Cícero fou educat en una família catòlica practicant, i va aprendre des de petit a tenir fe en la religió. Tot i així, no va ser fins al 1997 quan es va sentir atret per la Bíblia i les seves ensenyances. Un parell d'anys abans havia estat escolà de l'església del seu barri, i tot i que aquesta pràctica llavors no va passar de ser una petita anècdota a la seva vida, no van tardar a adjudicar-li el malnom de "Reverendo". La seva passió era el futbol, i va donar els seus primers passos amb la pilota en un petit club anomenat XV de Jau. Al cap de pocs mesos va estar a punt d'abandonar la pràctica d'aquest esport, ja que havia de desplaçar-se caminant fins al camp d'entrenament, que es trobava a dues hores de casa seva.
Es passava gairebé tot el dia sol, i els seus pares no podien pagar les despeses que suposava la seva afició pel futbol. A més, la seva família el necessitava per treballar en la plantació. Va ser un dels moment més difícils de la seva vida, això va fer que comencessin a aparèixer males companyes per al jove Cícero. Tot això el va portar fins a l'alcohol. Va ser llavors quan es va introduir als Atletes de Crist. A partir d'aquell moment, tot va canviar. Les ensenyances religioses el van portar pel bon camí: van canviar al "Reverendo Cicinho".
El 1998 va passar al Botafogo. Primer a l'equip júnior i com a cessió. Un any després fou traspassat i es va convertir en una peça clau d'un equip que guanyà el títol de la Conmebol i que es va proclamar campió del Campionat paulista sub'20. Poc després s'incorporà a l'equip professional del Botafogo, on també va ser un jugador molt important. La temporada següent fou traspassat a l'Atlético Mineiro, on va estar-hi durant tres temporades. L'any 2004 fou traspassat al Sāo Paulo, on explotà definitivament, i es convertí en un dels millors jugadors de la lliga brasilera.
A finals del 2005, després de guanyar el Mundial de Clubs amb el São Paulo, el fitxa el Reial Madrid. Segons les seves pròpies explicacions, va ser la seva fe en Déu la que el va portar fins al cim. Cícero João de Cézare va aconseguir el que sempre havien desitjat el seu pare i el seu germà: ser futbolista professional.
El 24 de setembre del 2006, en un partit contra el Betis, el lateral dret es va trencar el lligament creuat del seu genoll dret, cosa que el va obligar a estar sis mesos fora dels terrenys de joc.
El 2012, Cicinho va ser entrevistat a El Record Fantàstic del Brasil i va afirmar que gairebé es retira del futbol per culpa de l'alcoholisme.

## Palmarès
São Paulo FC
- 1 Campionat del Món de clubs: 2005
- 1 CONMEBOL Libertadores: 2005
- 1 Campionat paulista: 2005

Reial Madrid CF
- 1 Lliga espanyola: 2006-07

AS Roma
- 1 Copa italiana: 2007-08

Selecció brasilera
- 1 Copa Confederacions de la FIFA: 2005

## Curiositats
- Quan els seus companys juguen durant les concentracions a la Playstation, ell prefereix aïllar-se escoltant música gospel. "A més, el futbolista que duu el meu nom al FIFA només sap córrer", diu. La seva principal afició en les estones d'oci és pescar.
- El seu dorsal en el Reial Madrid era l'11, la qual cosa no és gens habitual per a un defensa.
- Va marcar el gol número 10.000 de la Copa Libertadores d'Amèrica.
- La seva primera convocatòria amb la seleçao va ser a l'abril de 2005, quan Carlos Alberto Parreira el va convocar per a l'amistós que enfrontaria a Brasil amb Guatemala.